# Cavendishia tarapotana
Cavendishia tarapotana là một loài thực vật có hoa trong họ Thạch nam. Loài này được Benth. & Hook.f. mô tả khoa học đầu tiên năm 1876.